# Павлов Олександр Валерійович (борець)
Олександр Валерійович Павлов (нар. 9 липня 1973, Совєтськ) — білоруський борець греко-римського стилю, срібний призер Олімпійських ігор. Заслужений майстер спорту Республіки Білорусь з греко-римської боротьби.

## Спортивні результати на міжнародних змаганнях

### Виступи на Олімпіадах
| Змагання                                   | Збірна   | Вагова категорія                 | Місце  |
| ------------------------------------------ | -------- | -------------------------------- | ------ |
| Боротьба на літніх Олімпійських іграх 1996 | Білорусь | греко-римська боротьба, до 48 кг | Срібло |

### Виступи на Чемпіонатах світу
| Змагання                        | Збірна   | Вагова категорія                 | Місце  |
| ------------------------------- | -------- | -------------------------------- | ------ |
| Чемпіонат світу з боротьби 1994 | Білорусь | греко-римська боротьба, до 48 кг | Срібло |
| Чемпіонат світу з боротьби 1995 | Білорусь | греко-римська боротьба, до 48 кг | 6      |

### Виступи на Чемпіонатах Європи
| Змагання                         | Збірна   | Вагова категорія                 | Місце |
| -------------------------------- | -------- | -------------------------------- | ----- |
| Чемпіонат Європи з боротьби 1994 | Білорусь | греко-римська боротьба, до 48 кг | 9     |
| Чемпіонат Європи з боротьби 1995 | Білорусь | греко-римська боротьба, до 48 кг | 4     |
| Чемпіонат Європи з боротьби 1996 | Білорусь | греко-римська боротьба, до 48 кг | 5     |
| Чемпіонат Європи з боротьби 1999 | Білорусь | греко-римська боротьба, до 54 кг | 21    |
| Чемпіонат Європи з боротьби 2000 | Білорусь | греко-римська боротьба, до 54 кг | 17    |

### Виступи на інших змаганнях
| Змагання                                                          | Збірна   | Вагова категорія                 | Місце  |
| ----------------------------------------------------------------- | -------- | -------------------------------- | ------ |
| Ігри Балтійського моря 1997                                       | Білорусь | греко-римська боротьба, до 54 кг | Срібло |
| Олімпійський кваліфікаційний турнір з боротьби 2000 (Фаенца)      | Білорусь | греко-римська боротьба, до 54 кг | 20     |
| Олімпійський кваліфікаційний турнір з боротьби 2000 (Александрія) | Білорусь | греко-римська боротьба, до 54 кг | Золото |